# Jimara fumosa
Jimara fumosa är en insektsart som beskrevs av Irena Dworakowska 1977. Jimara fumosa ingår i släktet Jimara och familjen dvärgstritar. Inga underarter finns listade i Catalogue of Life.